# Haldenwang (powiat Oberallgäu)
Haldenwang – miejscowość i gmina w południowych Niemczech, w kraju związkowym Bawaria, w rejencji Szwabia, w regionie Allgäu, w powiecie Oberallgäu. Leży w Allgäu, około 33 km na północ od Sonthofen i ok. 10 km od Kempten (Allgäu).

## Dzielnice
- Börwang
- Fleschützen
- Hojen
- Koneberg
- Pfaffenhofen
- Seebach
- Unterwengen

## Demografia
| Rok  | Liczba mieszk. |
| ---- | -------------- |
| 1970 | 2086           |
| 1987 | 2726           |
| 2000 | 3474           |

## Polityka
Wójtem gminy jest Anton Klotz z CSU, rada gminy składa się z 16 radnych.
|      | CSU/Junge Wähler | FW | Niezrzeszeni/ödp | Zieloni/Offene Liste | Razem |
| 2008 | 8                | 6  | –                | 2                    | 16    |
| 2002 | 7                | 6  | 3                | –                    | 16    |